# Theo Stokkink
Theo Stokkink (Venlo, 2 juni 1941) is een Nederlands presentator, redacteur en auteur.
Stokkink was presentator van diverse televisie- en radioprogramma's. Hij begon bij het jeugdprogramma Minjon en presenteerde op televisie een van de eerste popmuziekprogramma's in de jaren 1960, genaamd Waauw. Zijn bekendste radioprogramma, De Theo Stokkinkshow liep van 1965 tot 1981. Omnibus was een wekelijks televisieprogramma dat hij presenteerde.

## Loopbaan
De omroepcarrière van Stokkink begon toen hij op 16-jarige leeftijd lid werd van Minjon, de jeugdomroep van de AVRO. In Rotterdam was hij als middelbarescholier consul van de afdeling Maasstad. Tijdens zijn studie Nederlandse Taal- en Letterkunde aan de Universiteit van Amsterdam kreeg zijn hobby een semiprofessioneel vervolg, hij maakte voor Minjon korte gevarieerde programma's en documentaires. Ook stelde hij maandelijks een schoolkrantenkiosk samen die hij presenteerde met Audrey van der Jagt, die later bij de AVRO en de NOS zou gaan werken.

## KRO
In 1965 trad Stokkink in dienst van de KRO en ging jeugdprogramma's maken: Everybody Happy, Carionca, Sjook en Coda waren de titels van zijn eerste eigen radioprogramma's. Op televisie presenteerde hij Waauw, de gedanste hitparade.
Vanaf 1969 maakte Stokkink literaire programma's, series onder titels als Binnenkijken en Babel, dat in 1976 de Zilveren Reissmicrofoon won, Spektakel en Howl , een documentaire serie over Amerikaanse literatuur: de uitzending over de sick comedian Lenny Bruce werd in 1975 gekozen als Nederlandse inzending op de Prix d'Italia.
Daarnaast presenteerde hij op Hilversum 3 De Theo Stokkink Show met informatie en interviews met popsterren als Mick Jagger, Bob Marley, Elton John en vele anderen. Ook presenteerde hij afwisselend met Vincent van Engelen het zondagnacht-programma Eldoradio.
Zijn programma's Walhalla' over popcultuur, en het internationaal beluisterde Walhalla Symfonie, een akoestische 'luistertrip', werden veel beluisterd.
Naast de literaire programma's die hij in de jaren 1970 en 1980 voor de KRO op Hilversum 1 of 2 maakte produceerde hij er ook het filmprogramma Filmklapper, samen met Maarten van Rooijen en Cees van Ede en het cabaretprogramma Dr. Grol, samen met Jacques Klöters.
Op televisie presenteerde Theo Stokkink voor de KRO in de jaren zeventig onder andere series als Sessie, een programma over popmuziek, The'O'show, een quizprogramma en in samenwerking met Tony Palmer de documentaireserie All You Need over ontstaan en ontwikkeling van populaire muziek. Verder werkte hij mee aan een aantal andere documentaires.
Met het maken van programma's op Hilversum 3 stopte hij in 1982.

## NOS
In 1981 ging Stokkink voor de NOS-televisie als eindredacteur en presentator wekelijkse kunstprogramma's maken, aanvankelijk het programma Op Zicht (1981-82) en later het programma Omnibus (1982-1984). In 1983 ontving zijn afdeling de Zilveren Nipkowschijf.
In 1984 keerde hij terug naar de KRO, als redacteur van het literaire programma Spektakel (Radio 1, 1984-1986), het kunstprogramma Schone Kunsten (radio 1 1985-1988), en het televisieprogramma Applaus (1985-1986), een kleinkunstprogramma samen met Evert de Vries, Onder Tafel, een interview van een uur met een prominente Nederlander. Op Radio 4 verzorgde Stokkink in die periode een wekelijkse column Over Kunst en Cultuur. Ook verzorgde hij enkele jaren voor de NOS het dagelijkse Holland Festival Journaal op Radio 4. Op radio 5 stelde hij de boekenrubriek Ezelsoor samen (1987).
Begin jaren 1990 was Theo Stokkink anchorman van de KRO actualiteitenshow Dingen die gebeuren op Radio 1 en maakte documentaires in de serie Damocles. In 1993 verliet hij de KRO. Zijn vertrek ging gepaard met de publicatie van En nu de radio... over het publieke omroepbestel. De uitgever moest het onder druk van de publieke omroep uit de handel nemen vanwege de sombere toekomstvoorspelling in het boek. Daarna maakte hij nog enkele jaren documentaires voor onder andere het Humanistisch Verbond, NPS en RVU.

## Workshops
In opdracht van het Asian Institute for Broadcasting Development (AIBD) in Kuala Lumpur leidde Stokkink tussen 1995 en 2002 workshops voor programmamakers in een aantal Zuidoost-Aziatische landen. Vanaf 2002 leidde hij in opdracht van het RNTC in Hilversum trainingen aan documentaire- en featuremakers, radio- en televisiepresentatoren en dj's van Senegal, Maleisië, Mauritius, Nepal, de Filipijnen, Indonesië, Ghana, Oeganda, Nigeria, Zambia, de Fiji-eilanden en Brunei. In 2004 coachte hij in opdracht van de World Confederation of Labour vakbondsleiders uit Zuid-Afrika, Ghana, Indonesië, Thailand, Bangla Desh, India, Sri Lanka, Thailand, Filipijnen, Cambodja, Pakistan en Maleisië.

## Publicaties
- Zwijgplicht (historische familieroman, gebaseerd op een waargebeurde geschiedenis) 2017 Uitgeverij In de Knipscheer Haarlem, ISBN 978 90 6265 980 7
- Ken ik U ergens van? (verhalenbundel, gebaseerd op en geïllustreerd met aquarellen van Marie-Hélène Stokkink. 2010 Uitgeverij Fontaine & Noë, 's Graveland, ISBN 978 94 6054064 6)
- Proeftijd (roman) 2010 Uitgeverij Aristoscorpio, Montcombroux-les-Mines, Frankrijk, ISBN 9789089730374
- Uitgevonden en Verbeterd (roman, 2007 Uitgeverij Free Musketeers, Zoetermeer. ISBN 978 90 8539 835 6)
- Basic Elements of Journalism (non-fictie 2001 Utusan Publications & Distributors SDN BHD, Kuala Lumpur Maleisië ISBN 967 61 1129 5)
- Aanvechtingen (roman) 2000 Uitgeverij In de Knipscheer, Haarlem, ISBN 90 6265 489 4
- Penyiar Radio Profesional/ The Professional Radio Presenter (non-fictie 1997 Penerbit Kanisius, Yogyakarta Indonesië ISBN 979 497 582 6)
- En dan nu de radio, over het publieke omroepbestel in Nederland. (1993 Uitgeverij Uniepers, Abcoude ISBN 90 6825 129 5)
- De Cultuurelite van Nederland. Wie maken en breken de kunst, redactie Theo Stokkink, 1989 Uitgeverij Balans, Amsterdam ISBN 90 5018 071 x
- De Cabaretiers, (vijfentwintig jaar Cameretten-cabaretfestival, 1990 Uitgeverij Balans, Amsterdam, ISBN 90 5018 117 1)
- Walhalla (jaarboek gebaseerd op het gelijknamige radioprogramma onder redactie van Theo Stokkink, 1980, KRO Hilversum)
- Herman Brood & his Wild Romance (1979 Unieboek/De Gooise Uitgeverij, Bussum ISBN 90 269 8084 1)
- All You Need, De geschiedenis van de lichte muziek, Nederlandse bewerking, naar de gelijknamige 18-delige documentaire televisieserie, 1977 Gooise Uitgeverij, Bussum 1977 Gooise Uitgeverij, Bussum ISBN 90 269 8067 1
- Pophandboek 2, (52 continuing popstories uitgezonden door KRO-radio, 1978 Gooise Uitgeverij Bussum ISBN 90 269 8072 8)
- Pophandboek, (52 continuing popstories, uitgezonden door KRO-radio,1977 Gooise Uitgeverij, Bussum ISBN 90 269 8064 7)

## Waardering
Stokkink ontving in 2013 uit handen van burgemeester Eberhard van der Laan een koninklijke onderscheiding.